# غرونورن
غرونورن (بالإنجليزية: Grünhorn)‏ هو أحد جبال سلسلة جبال الألب البرنية وجزء من القمة الأم غروس فيشيرورن يقع في كانتون فاليز، سويسرا. يبلغ ارتفاع الجبل حوالي 4044 متر، بينما يبلغ ارتفاع نتوء الجبل 305 متر، وقد سجل أول وصول لقمة الجبل عام 1865.